# Neoempheria biflagellata
Neoempheria biflagellata är en tvåvingeart som beskrevs av Edwards 1940. Neoempheria biflagellata ingår i släktet Neoempheria och familjen svampmyggor. Inga underarter finns listade i Catalogue of Life.